# 共軌配置
在天文學中，共軌配置是指兩個或多個天體（如小行星、月球或行星）對母天體處於相同距離非常相似距離的軌道上，即它們處於1:1平均運動共振中（或1:−1，如果以相反方向繞軌道運行。）。
共軌天體有好幾類，取決於它們的天平動點。最常見和最知名的一類是特洛伊天體，它圍繞分別在大天體前方和後方60°的兩個穩定的拉格朗日點（特洛伊點），L4和L5之一進行天平動。另一類是馬蹄形軌道，其天體在與大天體相距180°左右進行天平動。在0°周圍進行天平動的對象被稱為準衛星。
當兩個同軌天體的質量相似，從而對彼此產生不可忽略的影響時，就會發生交換軌道。當它們相互靠近時，它們可以交換半長軸或偏心率

## 參數
用於描述共軌天體關係的軌道參數是近心點經度差和平黃經差。近心點的經度是平均經度和平近點角的總和{\displaystyle ({\lambda }=\varpi +M)}，和平均經度是升交點黃經和近心點幅角的總和{\displaystyle (\varpi =\Omega +\omega )}。 

## 特洛伊

特洛伊點是標記為和的點，以突出的紅色顯示，位於主要天體（黃色）周圍，位於軌道路徑上的是次要天體（藍色）。

特洛伊天體是在質量更大的次要天體軌道前面（L4）或後面（L5）60°，都在圍繞質量最大的中心天體的軌道上。最著名的例子是圍繞太陽在木星之前或之後運行的小行星。特洛伊天體的軌道並不完全位於拉格朗日點中的一個，但確實與它保持相對較近，且似乎繞著它緩慢運行{\displaystyle ({\Delta }{\lambda },{\Delta }\varpi )} = (±60°, ±60°)。無論它們的質量或軌道離心率如何，它們的天平動的點都是相同的。

### 特洛伊小行星
已知有幾千顆特洛伊小行星圍繞太陽運行。這些軌道大多靠近木星的拉格朗日點，即傳統的木星特洛伊。截至2015年，已知還存在13顆個天王星特洛伊、7顆火星特洛伊和2顆天王星特洛伊（2011 QF99和2014 YX49）以及2顆地球特洛伊（2010 TK7和(614689) 2020 XL5）。到目前為止，還沒有觀測到土星特洛伊。

### 特洛伊衛星
土星系統包含兩組特洛伊衛星。特提斯 (Tethys)和狄俄涅 (Dione)，各有兩顆特洛伊衛星，分別是特提斯的忒勒斯托（Telesto，位於L4）和卡呂普索（Calypso，位於L5）；以及狄俄涅的海倫（Helene，位於L4）和波路克斯（Polydeuces，位於L5）。
波路克斯因其寬廣的天平動而引人注目：它在790天內（是其繞土星軌道週期2.743天的288倍）沿著蝌蚪形軌道從拉格朗日點漂移±30°，從平均軌道半徑漂移±2%。

### 特洛伊行星
一對共軌系外行星曾被提議圍繞恆星克卜勒223運行，但後來被撤回。
研究了克卜勒91b存在特洛伊行星的可能性，但得出的結論是凌日訊號是假陽性。
特洛伊行星的一種可能性是靠近其恆星適居帶的巨行星。
沒有發現特洛伊行星的原因可能是潮汐破壞了它們的軌道。

#### 地月系統的形成
根據大碰撞說，月球是在兩個共軌天體碰撞後形成的：質量約為地球的10% 忒伊亞（Theia，被認為約與火星一樣大），以及原始地球。它們的軌道受到其它行星的干擾，使忒伊亞脫離了行星特洛伊的位置，並引發了碰撞。

## 馬蹄形軌道

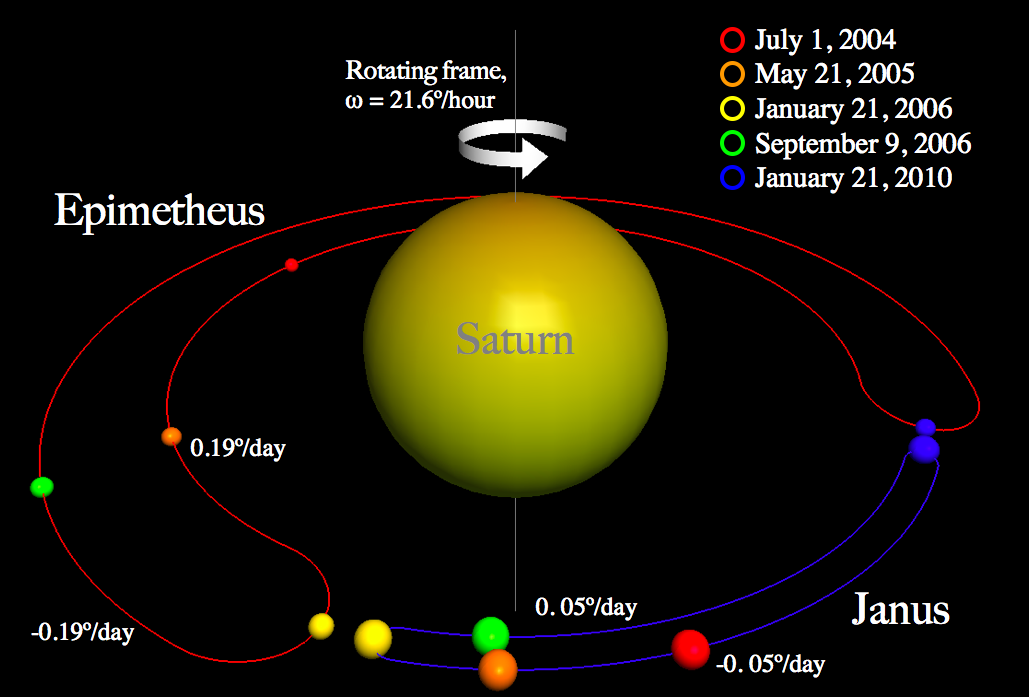
旋轉參照系描述的傑努斯（Janus）和艾比米修斯（Epimetheus）的馬蹄形交換軌道。

艾比米修斯的旋轉參考系軌道動畫
土星·
傑努斯·
艾比米修斯

馬蹄形軌道上的物體與主軌道成180°左右的天平動。它們的軌道包含兩個等邊拉格朗日點，即L4和L5。

### 共軌衛星
土星的衛星傑努斯和艾比米修斯共享它們的軌道，半長軸的差異小於兩者的平均直徑。這意味著半長軸較小的衛星將慢慢趕上另一個。在這樣的過程中，衛星在引力作用下相互拉扯，增加了趕上衛星的半長軸，减少了另一顆的半長軸。這使它們的相對位置與質量互換，並導致這一過程重新開始，衛星的角色也交換了。換言之，它們有效地交換了軌道，最終圍繞著相對兩者質量加權的平均軌道振盪。

### 地球的共軌小行星
已經發現了少許曾與地球共軌的小行星。第一顆被發現的小行星是克魯特尼（Cruithne），它圍繞太陽運行的週期略小於一個地球年，導致從地球的角度來看它的軌道，是以地球位置前方的位置為中心的豆狀軌道。這條軌道緩慢地向前移動到地球的軌道位置。當克魯特尼的軌道移動到落後於地球的位置，而不是領先於地球位置時，地球的引力效應會增加它的軌道週期，因此軌道開始滯後，返回到原始位置。從前導到尾隨地球的整個週期需要770年，導致相對於地球的馬蹄形。
此後，人們發現了更多共振的近地天體（NEOs）。其中包括(54509) YORP、(85770) 1998 UP1、2002 AA29、2010 SO16、2009 BD、和2015 SO2，它們都存在於類似克魯特尼的共振軌道中。2010 TK7 and 小行星614689是僅有的兩顆已知的地球特洛伊。 
匈牙利族小行星被發現是與地球共軌天體的可能來源之一，其壽命高達〜58,000年。

## 準衛星
準衛星是與主天體在約0°天平動的共軌天體。低偏心率準衛星的軌道非常不穩定，但對於中到高偏心率，這種軌道可以是穩定的。從同轉的角度來看，這顆準衛星似乎像一顆逆行衛星一樣繞著主天體運行，然而距離如此之大，以至於它不受引力的束縛。兩個地球準衛星的例子是2014 OL339和小行星469219 Kamoʻoalewa。

## 交換軌道
除了土星的衛星傑努斯和艾比米修斯的等半長軸交換軌道，另一種可能性是共用相同的軸，但交換偏心率。

## 外部連結
- QuickTime animation of co-orbital motion from Murray and Dermott
- Cassini Observes the Orbital Dance of Epimetheus and Janus The Planetary Society
- A Search for Trojan Planets （页面存档备份，存于） Web page of group of astronomers searching for extrasolar trojan planets at Appalachian State University